# Minenwirkung

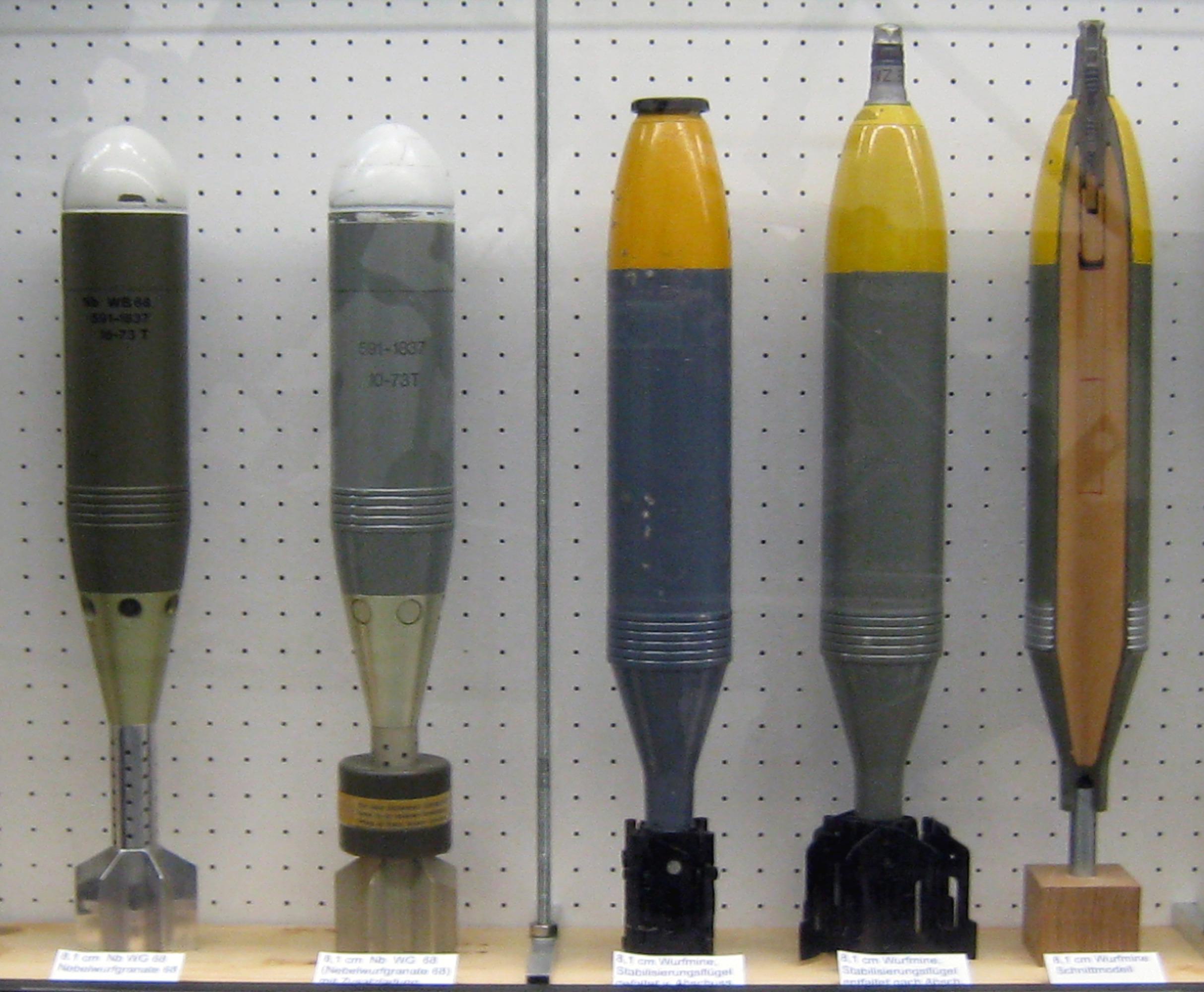
Schweizer Wurfminen (rechte Bildhälfte)

Als Sprengkörper oder Geschosse mit Minenwirkung bezeichnet man alle Explosionswaffen, die ihre Zerstörungswirkung vor allem durch die bei der Explosion entstehende Detonationswelle (Druckwelle) hervorrufen und deren Splitterwirkung eher gering ist.
Sprengkörper mit Minenwirkung haben eine verhältnismäßig dünne Hülle und enthalten einen hohen Anteil an Sprengstoff. Beispiele sind Luftminen, Minenmunition für Maschinenkanonen und von Minenwerfern geworfene Wurfminen. Im Gegensatz dazu stehen beispielsweise Sprengkörper mit Splitterwirkung oder Wuchtgeschosse.
Nicht zu verwechseln mit Landminen, werden Sprengkörper mit Minenwirkung meist verschossen bzw. abgeworfen und durch Aufschlagzündung gezündet.